# Richard M. Daley
Richard Michael Daley (ur. 24 kwietnia 1942 w Chicago) – amerykański polityk, w latach 1989–2011 burmistrz Chicago z ramienia Partii Demokratycznej.

## Okres urzędowania
Był najdłużej sprawującym funkcję burmistrza w Chicago. Wybrany po raz pierwszy w 1989 roku. Na burmistrza miasta Chicago wybrano go również w latach: 1991 roku, 1995 roku, 1999 roku, 2003 roku, i 2007 roku. W sierpniu 2010 roku ogłosił, że nie będzie brał udziału w wyborach na burmistrza Chicago w 2011 roku. Tygodnik Time (wydanie z 5 kwietnia 2005) wybrał go najlepszym burmistrzem w rankingu wielkich miast w USA. Był mocno zaangażowany w kilka projektów zakończonych sukcesem jak: rozwój turystyki w mieście, modernizacja komunikacji miejskiej CTA (problemy finansowe rozpoczęły się w 2009 roku), budowa Millennium Park prowadził starania na rzecz rozwoju północnej części miasta. Był jednocześnie krytykowany za brak zainteresowania ubóstwem i przestępczością w południowej i zachodniej części miasta oraz oskarżany o korupcję, ale nie przeszkodziło mu to zdobyć w wyborach z 1999, 2003, i 2007 około 70% poparcia.
Zapoczątkował projekt green roof polegający na obsadzaniu dachów budynków i domów roślinami. W pełni poparł projekt rozwijania w Chicago tras rowerowych. 
Był za przyznaniem praw społeczności LGBT (gejów i lesbijek). Opowiadał się za ograniczeniem prawa do posiadania broni.

## Życiorys
Jest czwartym z siedmiorga dzieci i najstarszym synem Richarda J. Daleya (słynnego burmistrza Chicago w latach 1955–1976) i Eleanory Delay. Ukończył prawo w De La Salle Institute ze stopniem licencjat, naukę kontynuował w DePaul University który ukończył ze stopniem doktora.
Burmistrz Daley jest żonaty z Margaret Daley, u której w 2002 został wykryty rak piersi. Mają troje dzieci: Nora, Patrick i Elizabeth. Kevin, ich czwarte dziecko (zmarło mając 33 miesiące) z powodu rozszczepu kręgosłupa.

## Krytyka

### Meigs Field
W marcu 2003 podpisał zgodę na zburzenie Meigs Field (małe lotnisko przyjmujące samoloty i helikoptery) położone na przylądku Northerly przy brzegu jeziora Michigan w centrum miasta.
Prace rozpoczęto w godzinach nocnych zaraz po tym gdy miejscowe stacje telewizyjne przestały nadawać wiadomości. W czasie rozbiórki ze względu na prace które odbyły się w nocy użyto mocnych reflektorów skierowanych w stronę jeziora Michigan aby zapobiec robieniu ewentualnych zdjęć. Jednostronna decyzja burmistrza bez zgody Chicago City Council i Federal Administration Aviation co wywołało publiczne sprzeciwy. Miasto zostało ukarane grzywną $33.000 (to maksymalna kwota na jaką pozwalał regulamin). Daley i jego zwolennicy rozbiórkę lotniska argumentowali tym, że port lotniczy był zagrożeniem dla wysokich budynków w centrum Chicago jak: Sears Tower czy John Hancock. Daley bronił swoją decyzję idąc za przykładem miast Orlando i Waszyngton, które zlikwidowały lotniska w centrum. Argumentował też, że miejsce lotniska powinno zostać otwarte dla wszystkich mieszkańców Chicago w celach rekreacyjnych. Obecnie w miejscu lotniska znajdują się trasy rowerowe.

### Hired Truck Program
Program polegał na wynajmowaniu prywatnych ciężarówek do prac miejskich. Sześciomiesięczne śledztwo prowadzone przez Chicago Sun Times ujawniło, że właściciele ciężarówek płacili łapówki, by wejść do tego programu; wiele ton asfaltu za które miasto zapłaciło zostało skradzione a także zarzucono inne oszustwa w związku z tym program został gruntownie zbadany w 2004 roku.
W lutym 2005 Richard M. Daley zaprzeczył jakoby miał cokolwiek wspólnego z całym skandalem. Ostatecznie nie udowodniono mu winy, a pewne osoby skazano.

### Odznaczenia
- Krzyż Komandorski Orderu Zasługi Rzeczypospolitej Polskiej[1].